# قائمة المقابر في السودان
قائمة باسماء مقابر في السودان مرتبة حسب الولايات:

## الخرطوم
- مقابر فاروق
- مقابر الصحافة
- مقابر حمد النيل
- مقابر احمد شرفي
- مقابر الرميلة
- مقابر البنداري
- مقابر بري
- مقابر قلينج
- مقابر حسن الخاتمة
- مقابر الحاج يوسف
- مقابر الدخينات
- مقابر القبة
- مقابر المسيحين

## الجزيرة
مقابر الأندلس

## كسلا
مقابر الحسن والحسين